# Iliouchine Il-38

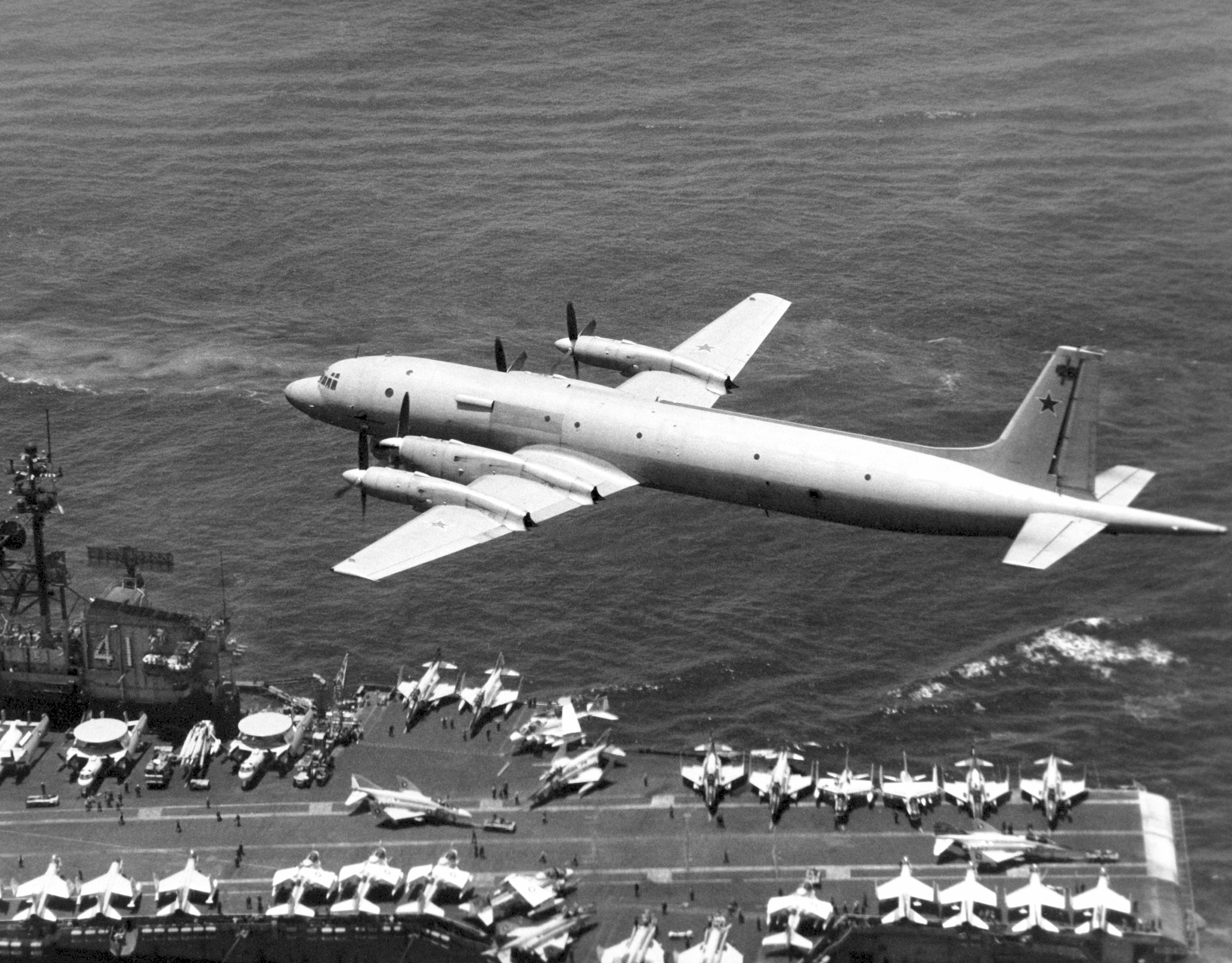
Un Il-38 May soviétique survolant l'USS Midway (CV-41) en 1978.

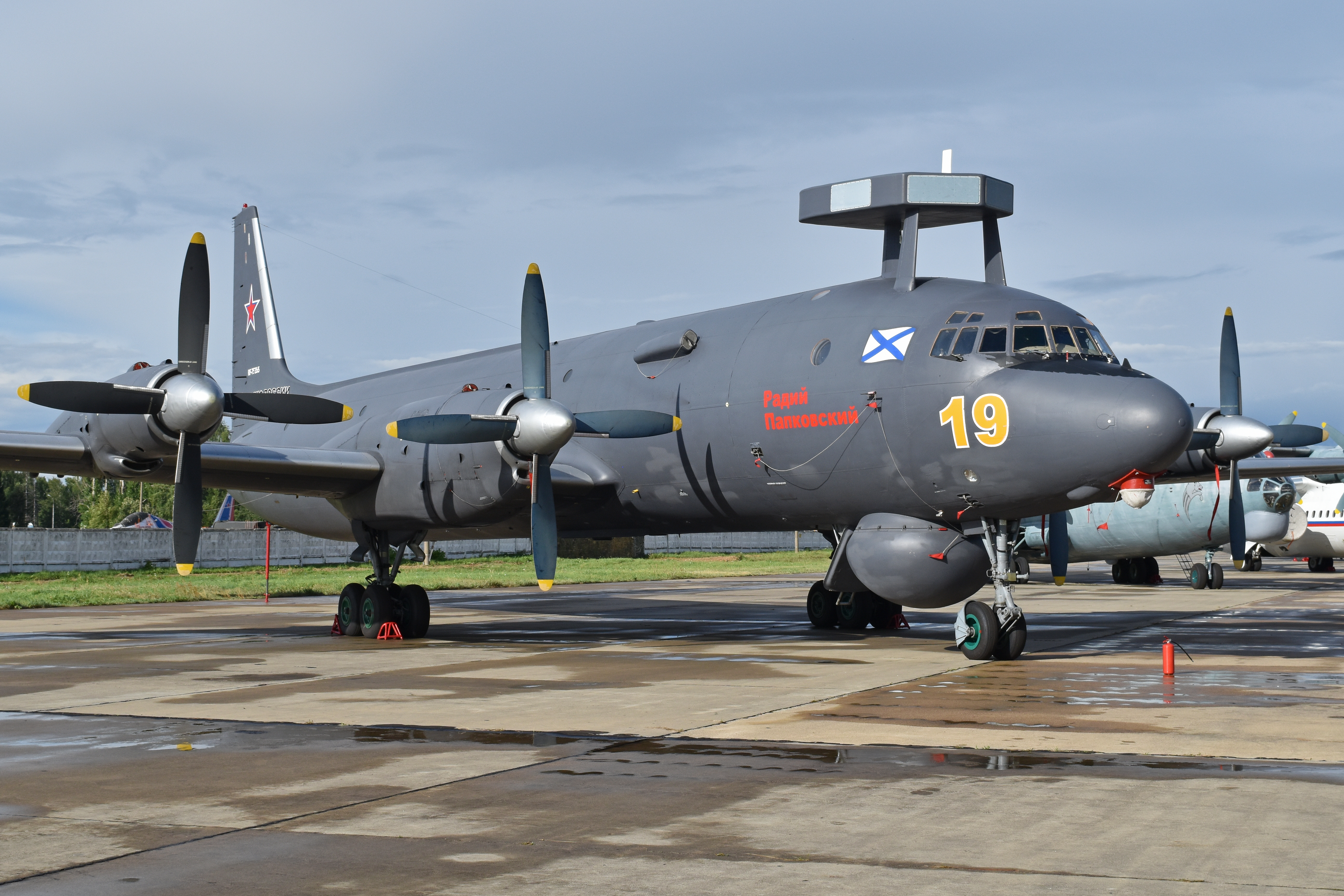
Un Iliouchine Il-38N russe en 2017.

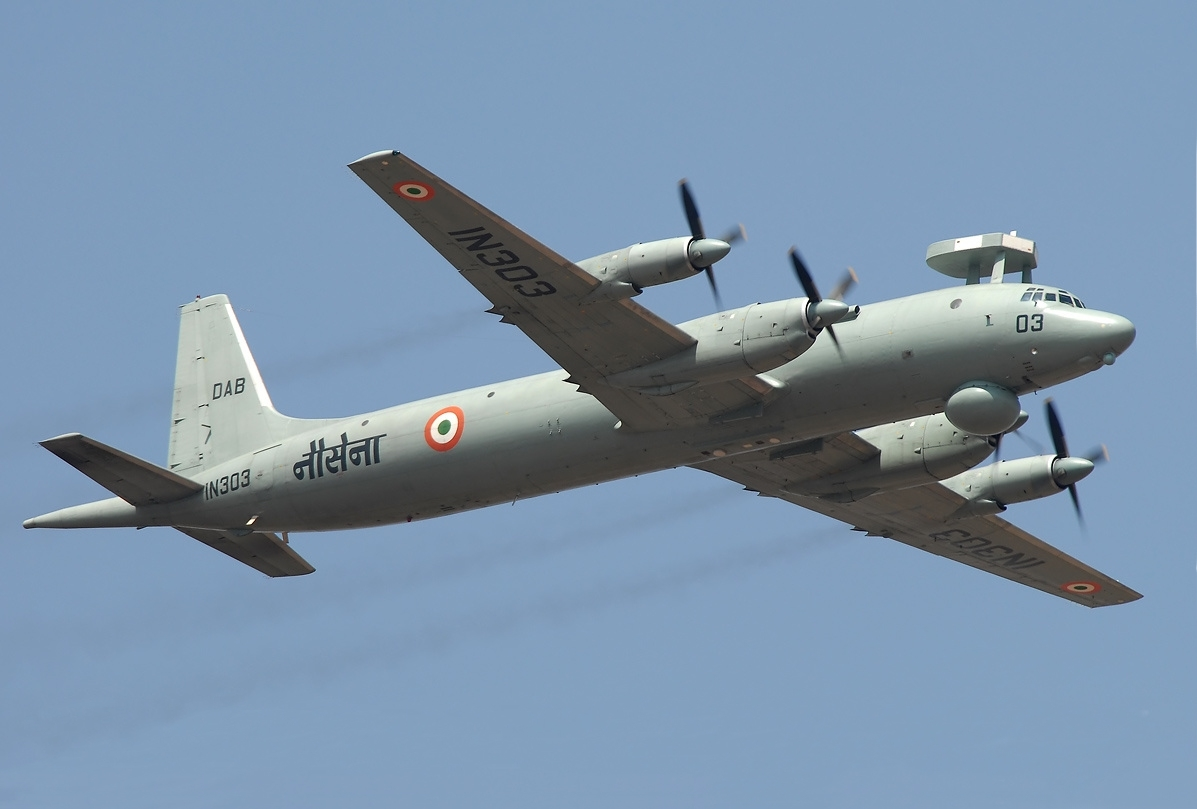
Un Il-38SD indien en 2007.

L'Iliouchine Il-38 (code OTAN : May) est un avion russe de lutte anti-sous-marine et de patrouille maritime développé dans les années 1950 à partir de l’Iliouchine Il-18 civil. Il fut conçu à la suite d'une demande de l'AVMF (l'aéronavale soviétique) pour une version armée du Il-18 en avion de patrouille maritime.
Le premier prototype vola pour la première fois le 27 septembre 1961 en pleine guerre froide contre les États-Unis sur la presqu'île du Kamtchatka, il entre en service en 1967. L'Il-38 est l'équivalent soviétique du Lockheed P-3 Orion américain. Son armement consistait en 5 000 kg en soute de bombes, de torpilles, de mines, etc. Il fut destiné à voler aux côtés des Tupolev Tu-142.
Certaines sources occidentales affirment que 58 exemplaires ont été produits ; le commandant de l'escadron de lutte anti-sous-marine de la base d'Ostrov a déclaré que l'aviation navale soviétique en avait reçu 35, dont une trentaine restent en service dans l'aviation navale russe.
Plusieurs versions ont été construites. Leur mise à niveau est toujours en cours en 2014 avec le Il-38N ou Il-38SD (parfois surnommé « Sea Dragon »), commandé en 2011 à 18 exemplaires à partir d'anciennes cellules.
En février 2017, la presse spécialisée a fait état de l'acquisition de 30 Il-38N modernisés par la Marine russe.

## Utilisateurs
- Union soviétique : Marine soviétique jusqu'à sa dissolution.
- Russie : Marine russe
- Inde : marine indienne, 3 acquis en 1977, 2 autres en 1983, 2 perdus le 1er octobre 2002 lors d'une collision aérienne [1], remplacés par deux avions d'occasion, tous étant finalement retirés du service le 31 octobre 2023[2].